# Renaissance (parti)
Pour les articles homonymes, voir Renaissance (homonymie), REM, LRM, EM et RE.
« En marche » redirige ici. Pour les autres significations, voir En marche (homonymie).
Renaissance (RE) est un parti politique français lancé par Emmanuel Macron en avril 2016 sous l'appellation En marche (EM) puis La République en marche (LREM) de 2017 à 2022. Le parti a dirigé la coalition Ensemble pour la République pour les élections législatives de 2022 et 2024.
Après avoir été élu président de la République en 2017, Emmanuel Macron démissionne de la présidence du mouvement qu'il a fondé. Le parti remporte avec ses alliés une majorité absolue aux élections législatives qui suivent avec 351 sièges sur 577, mais la perd (245 sièges) lors de celles de juin 2022, suivant la réélection d'Emmanuel Macron à la tête de l'État en mai. En septembre 2022, le parti change officiellement de nom et les micro-partis Agir et Territoires de progrès fusionnent avec Renaissance.
Depuis le 8 décembre 2024, le secrétaire général de Renaissance est Gabriel Attal, président du groupe Ensemble pour la République à l'Assemblée nationale.

## Historique

### Prélude

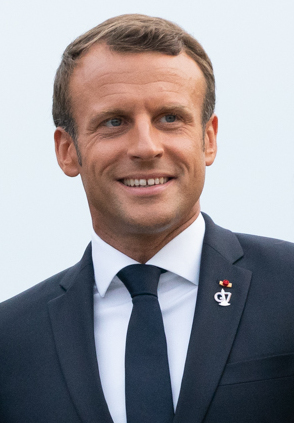
Emmanuel Macron, fondateur du parti dont il est ensuite devenu président d'honneur.

Le nom de domaine en-marche.fr est enregistré le 7 janvier 2016. L'Association pour le renouvellement de la vie politique (ARVP) est déclarée le 20 février 2016 dans le Val-de-Marne. Concomitamment est déclarée l'Association de financement du parti Association pour le renouvellement de la vie politique (AFRVP), qui fait office de micro-parti,. ARVP est inscrite au registre du commerce et des sociétés le 6 mars 2016, sous la raison sociale « EMA EN MARCHE ».
L'association La Gauche libre est déclarée le 12 mars 2016 à Paris. Il s'agit d'un laboratoire d'idées créé afin de peser sur les débats de la campagne présidentielle de 2017 par les partisans d'Emmanuel Macron du collectif Les Jeunes avec Macron (JAM), créé en 2015 et qui revendique 2 900 adhérents, et devenu l'organisation de jeunesse de la République en marche au début de 2018. L'initiative ne vient pas d'Emmanuel Macron, mais il s'intéresse au projet. Et à partir du 14 mars, les instigateurs des JAM sont en lien avec les équipes d'Emmanuel Macron, qui veut créer son propre mouvement,.

### Lancement et débuts
Le 6 avril, Emmanuel Macron annonce à Amiens, sa ville de naissance, la création d’un « mouvement politique nouveau » baptisé « En marche ! », qu'il déclare « pas à droite, pas à gauche » et dont le sigle reprend les initiales de son fondateur,.
Le nom a été choisi au terme d'une réflexion au printemps 2016 entre le patron de l'agence Jésus et Gabriel, Adrien Taquet, et les premiers compagnons de route d'Emmanuel Macron, Benjamin Griveaux, Cédric O et Ismaël Emelien, issus des réseaux de Dominique Strauss-Kahn ; le premier indique : « On s'est appuyés sur la rhétorique du mouvement, du dynamisme, des verrous à faire sauter. Sur le plan de la syntaxe, il fallait aussi rompre les codes avec les dénominations habituelles de parti, aller vers des mots simples et forts comme Podemos [« nous pouvons », en espagnol] à l'étranger ». Le parti se présente avec un point d'exclamation : « En marche ! »,.
Avec cette initiative, Emmanuel Macron assume pour la première fois son ambition de se présenter à une élection présidentielle. De nombreux observateurs politiques et médias avancent qu'il envisage de le faire dès 2016, notamment en raison de collectes de fonds qu'il organise. Le lancement fait l'objet d'une forte couverture médiatique ; il s'accompagne d'un pic de requêtes concernant Emmanuel Macron sur Google et Wikipédia et de tensions avec François Hollande sur la question de la loyauté du ministre à son égard. Lors de son entretien du 14 juillet 2016, François Hollande déclare qu'Emmanuel Macron est tenu à la « solidarité » gouvernementale et à la nécessité de « servir jusqu'au bout » sans « démarche personnelle et encore moins présidentielle ». Dans les semaines qui suivent la fondation d'En marche, ce dernier bénéficie d'une hausse notable dans les sondages d'opinion, dont certains le situent comme le mieux placé à gauche en vue de l'élection présidentielle française de 2017,.
Faisant le rapport d'une réunion de chercheurs consacrée à l'émergence du parti, Mediapart indique qu'« en s'appuyant sur les nombreux témoignages de responsables du PS, ainsi que sur les propos — souvent rapportés — de François Hollande, [le politologue] Éric Treille (Arènes – Rennes) démontre […] comment les socialistes au pouvoir ont non seulement laissé Emmanuel Macron lancer En Marche !, mais l’y ont en plus aidé, considérant dans un premier temps son mouvement comme un satellite du PS, capable d’élargir son spectre et de « ratisser plus large », tout en contrecarrant la candidature de Manuel Valls ». Éric Treille précise qu'« en face, les proches de Valls utilisent aussi la candidature d’Emmanuel Macron pour empêcher François Hollande ».
Le mouvement lance en mai 2016 une « grande marche » qui vise à recueillir 100 000 témoignages par du porte-à-porte afin d'élaborer un « plan d'action ». Emmanuel Macron présente l'opération comme « le premier temps essentiel de la construction [du] mouvement ». 4 000 volontaires sont mobilisés pour cette opération sous la houlette de Ludovic Chaker, responsable des opérations. Les milliers de questionnaires administrés par le porte-à-porte sont en grande majorité dépouillés par des algorithmes, puis traités, selon le mouvement, par un groupe de 200 experts. Sur les 100 000 « discussions » menées par les militants d'En marche, un quart des questionnaires ont été remplis. Il a été fait appel pour cette opération au cabinet de conseil Liegey Muller Pons, spécialisé dans les campagnes électorales et membre de l’équipe de François Hollande lors de la campagne présidentielle de 2012. L'analyse sémantique des questions ouvertes a été effectuée par Proxem afin de faire ressortir les principales craintes, attentes et espoirs des Français et pouvoir construire le programme politique au plus proche des attentes des citoyens. Le parti prend ensuite de le nom de « La République en marche » en 2017.

### Campagne présidentielle de 2017

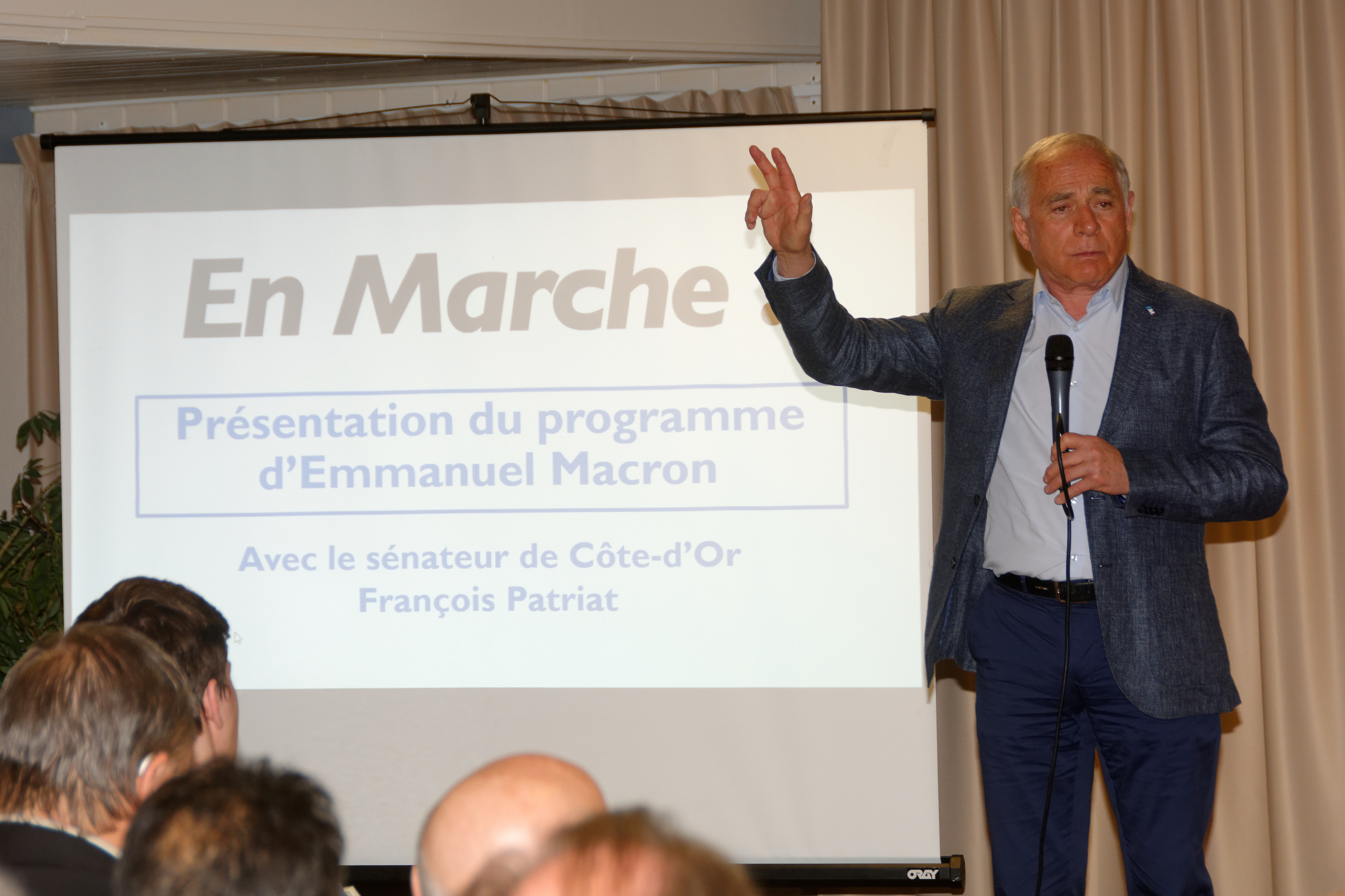
Présentation du programme d'Emmanuel Macron dans la commune d'Andelnans avec François Patriat, mars 2017.

Dans le cadre de sa candidature à l'élection présidentielle de 2017, Emmanuel Macron organise de nombreux meetings à compter de mi-2016,,,,,.
Le premier a lieu le 12 juillet à Paris, à la Maison de la Mutualité. Il rassemble une quarantaine de parlementaires, dont Nicole Bricq, d'anciennes personnalités politiques telles que Renaud Dutreil ou issues de la société civile à l'instar d'Erik Orsenna et Alexandre Jardin, ou encore la veuve de Michel Rocard. Emmanuel Macron affirme vouloir porter son mouvement « jusqu’à 2017 et jusqu’à la victoire ». Manuel Valls, qu'il critique sans le nommer lors de son discours, exprime publiquement son agacement.
Emmanuel Macron commence à lever le voile sur ses propositions le 10 décembre 2016 à Paris, au cours de son « premier grand meeting », une « démonstration de force » où il rassemble 15 000 personnes selon France Info, un évènement qui a coûté environ 400 000 euros. Il centre son discours sur le travail et la protection sociale. Il ne veut pas remettre en cause la semaine de 35 heures de travail et le salaire minimum, propose un bouclier social pour les plus fragiles, veut augmenter la prime d'activité, et entend reconstituer les marges des entreprises,,,,.
Une cellule de riposte en ligne, ayant pour vocation de relayer les messages de campagne et de lutter contre la désinformation, est dirigée par Pierre Le Texier et Mounir Mahjoubi, ancien Président du Conseil national du numérique. En février 2017, malgré les précautions mises en place (protection des serveurs, cloisonnement des accès et bases de données isolées) l'entourage d'Emmanuel Macron estime que le mouvement En marche est victime de « plusieurs centaines d'attaques » informatiques chaque jour et que 50 % du trafic serait « malveillant ».
Le 17 avril 2017, Emmanuel Macron, au coude à coude dans les sondages avec Marine Le Pen une semaine avant le premier tour, tient le plus grand meeting de sa campagne, dans la plus grande salle de France, à Bercy (Paris), devant 20 000 personnes,,,. Le soir, son passage au journal télévisé de TF1 recueille 25 % d'audience,. Quelques jours avant le premier tour, une campagne de démarchage téléphonique massive est effectuée : six millions de personnes reçoivent un appel automatique les invitant à voter pour Emmanuel Macron,.
Le 23 avril 2017, Emmanuel Macron termine en tête du premier tour de l'élection présidentielle, obtenant 24,01 % des voix. Opposé à la candidate du Front national, Marine Le Pen pour le second tour, il bénéficie du soutien de nombreuses personnalités de gauche comme de droite, au nom du « front républicain ». Emmanuel Macron est élu avec 66,10 % des voix.
Finalement, la campagne d'Emmanuel Macron a coûté 16,8 millions d'euros, ce qui fait de lui le candidat le plus dépensier pour l'élection présidentielle de 2017,,.

### Élections législatives de 2017

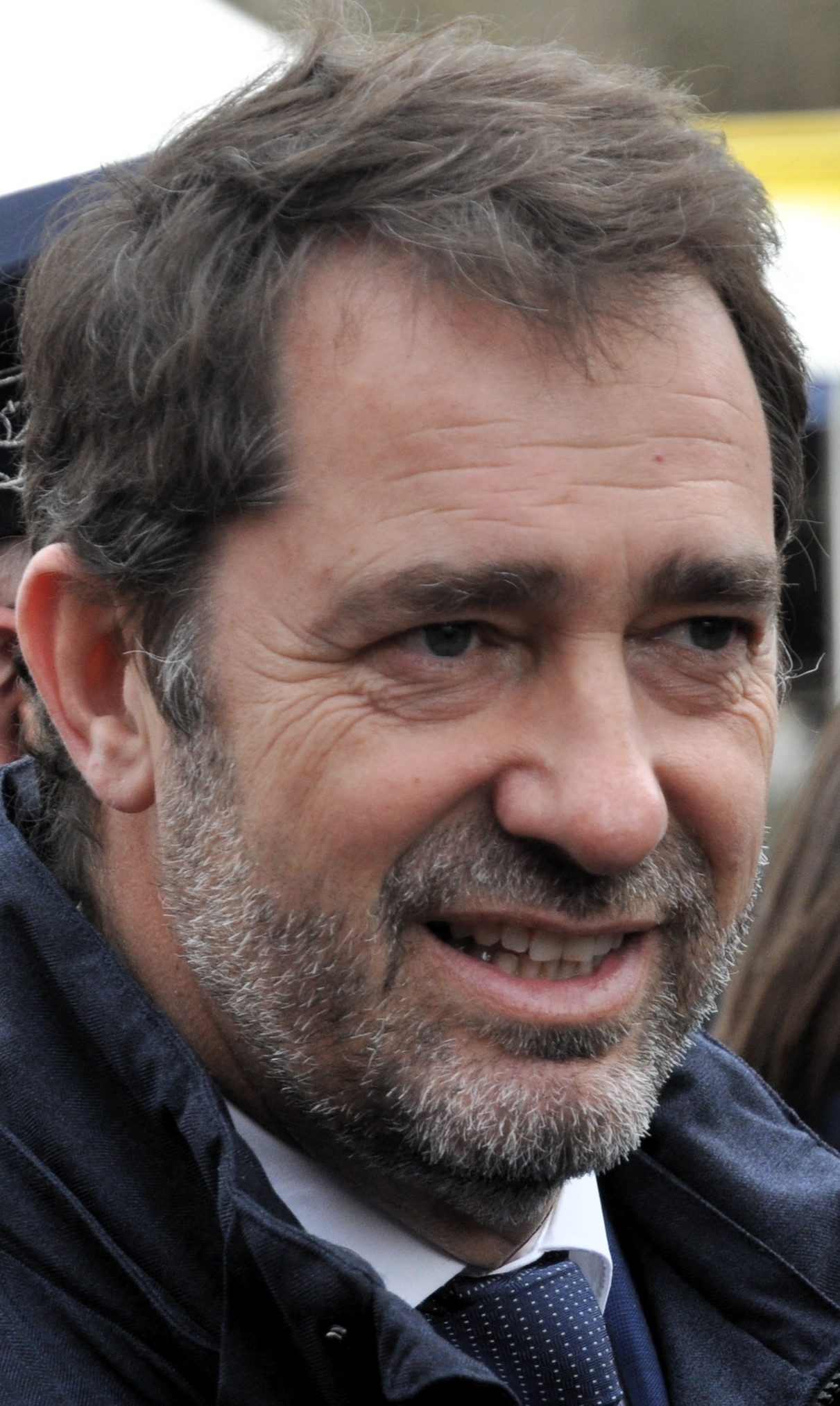
Christophe Castaner, délégué général de LREM de 2017 à 2018.

Le 8 mai 2017, au lendemain du second tour de l'élection présidentielle, le secrétaire général du mouvement, Richard Ferrand, présente une nouvelle dénomination du parti, « La République en marche ! » (LREM),. Emmanuel Macron quitte alors la présidence du parti, Catherine Barbaroux assurant l'intérim jusqu'au 17 août 2017,.
Afin de présenter des candidats sous sa propre étiquette dans toutes les circonscriptions aux élections législatives de 2017, le parti lance un appel à candidatures sur Internet. Les candidats peuvent appartenir à un autre parti politique mais doivent s'engager à se présenter uniquement, pour le scrutin, sous la bannière La République en marche et siéger à l'Assemblée nationale dans ce même groupe parlementaire, excepté pour les élus MoDem,. Le 11 mai 2017, Richard Ferrand présente une liste paritaire de 428 candidats investis avec l'étiquette LREM. Les investitures sont décidées « sans aucune concertation locale » par une commission centrale selon des critères définis par Emmanuel Macron, ce qui fait de La République en marche l'organisation « la plus verticale de tous les grands partis politiques français ».
La liste des candidats compte initialement également 24 parlementaires sortants, tous membres de l'ancienne majorité présidentielle. Après son entrée au sein du gouvernement d’Édouard Philippe, Bruno Le Maire est également investi par le parti. Certains candidats investis sont mis en cause sur leur probité : Richard Ferrand pour un montage financier profitant à son épouse quand il était responsable mutualiste, un location d'un bien indigne pour Véronique Avril en Seine-Saint-Denis, Marielle de Sarnez sur un possible usage inapproprié de collaborateurs du Parlement européen. Initialement présentés comme investis, les députés François-Michel Lambert et Thierry Robert se voient par la suite retirés de la liste actualisée, leur casier n'étant pas vierge ; cependant, personne d'autre n'est investi dans leur circonscription.
Un article du Monde effectue une analyse détaillée des candidats aux législatives en déterminant ceux qui ont déjà eu un mandat électif et leur origine partisane (90 sont des adhérents du PS et 80 du MoDem, 10 seulement de LR et une trentaine de l'UDI). Selon les calculs de Laurent de Boissieu, 42 % des candidats La République en marche viennent de la société civile, 29 % de la gauche, 15 % du centre et 13 % de la droite.

### Scrutin sénatorial de 2017
Les élections sénatoriales de septembre 2017 sont un échec pour LREM, qui compte après le scrutin 21 sièges, soit sept de moins qu'avant, alors qu'elle espérait initialement doubler son nombre d'élus. Le parti relativise ce résultat en notant que le scrutin sénatorial est « la conséquence arithmétique des élections de 2014 et 2015 ».

### Congrès de 2017 et 2018

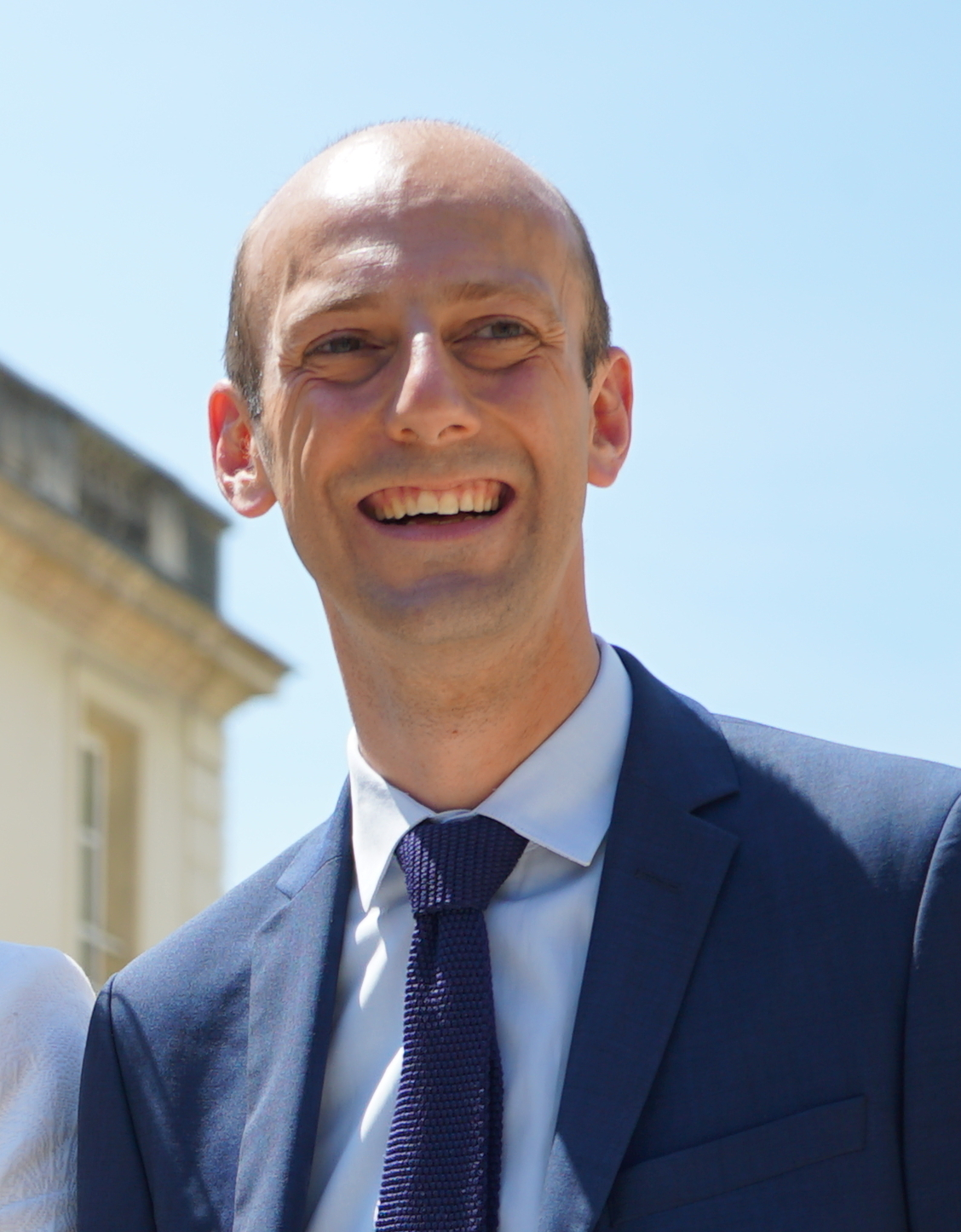
Stanislas Guerini, élu délégué général de LREM en 2018.

Le 14 novembre 2017, une centaine de membres du parti annonce quitter le parti, dénonçant une « offense aux principes fondamentaux de la démocratie avec un mode d'organisation digne de l'Ancien Régime » et le « culte de la personnalité » envers Emmanuel et Brigitte Macron. Ces démissions interviennent la veille du congrès de LREM, où seulement environ deux cents adhérents tirés au sort (sur un total de 380 000 militants) intègrent le conseil national et prennent part à l'élection du nouveau délégué général. Christophe Castaner, qui a le soutien d'Emmanuel Macron, est le seul candidat,. Il est élu délégué général du mouvement à l'unanimité des présents, moins deux voix, pour un mandat de trois ans. Il succède à la direction collégiale assurée par Astrid Panosyan, Arnaud Leroy et Bariza Khiari.
Le Conseil comporte environ 800 membres, parmi lesquels :
- 200 adhérents tirés au sort de manière paritaire, dont 40 animateurs locaux ;
- 45 élus locaux adhérents tirés au sort ;
- les membres de droit du mouvement : les référents départementaux, de Paris et des Français de l'étranger, les membres du gouvernement ayant adhéré au mouvement, les parlementaires (député, sénateur et député européen) adhérents du mouvement, les adhérents élus des grandes collectivités territoriales et 15 personnalités désignées au regard de leur contribution à la vie du mouvement[114].

Le deuxième congrès du parti se tient le 1er décembre 2018 pour désigner le successeur de Christophe Castaner. Stanislas Guerini est élu avec 82 % des voix face à Joachim Son-Forget. Mediapart indique : « Plus de la moitié des 750 membres du conseil (députés, membres du gouvernement, sénateurs, militants et animateurs locaux tirés au sort), qui composent le corps électoral du mouvement, n’avaient pas pris la peine de se déplacer. De nombreux députés ont préféré retourner en circonscription, des maires de petites communes sont restés auprès de leurs administrés ». Libération évoque de son côté un parti « totalement transparent depuis 2017 » et « devenu immobile ».

### Élections européennes de 2019

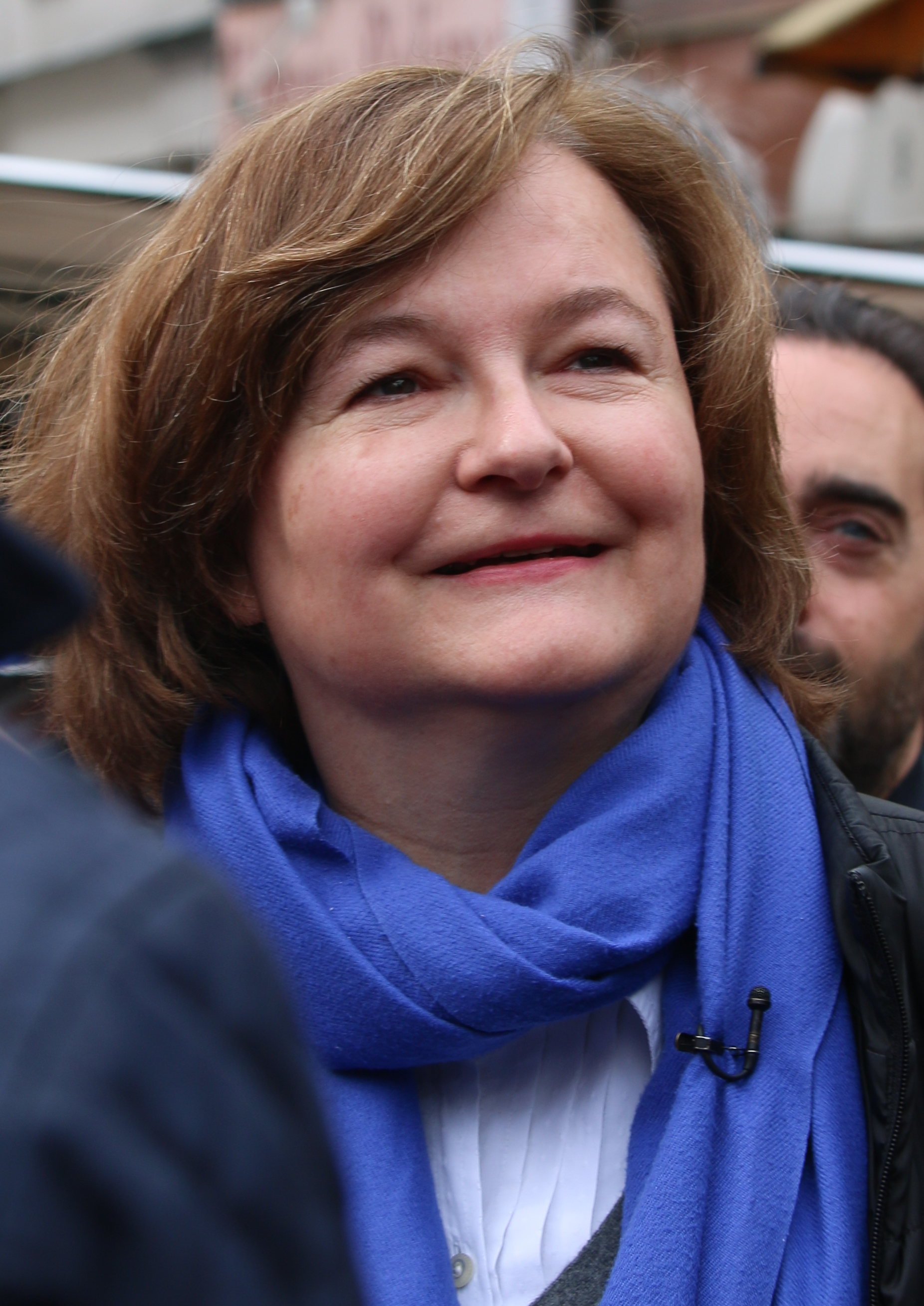
Nathalie Loiseau, tête de liste aux élections européennes de 2019.

Avec le MoDem, Agir, le Mouvement radical, l’Alliance centriste et l’Union des démocrates et des écologistes, LREM présente la liste « Renaissance », conduite par l’ancienne ministre chargée des Affaires européennes Nathalie Loiseau,. Celle-ci arrive en deuxième position du scrutin, avec 22,4 % des suffrages exprimés, un point derrière la liste du Rassemblement national, mais avec le même nombre de députés européens.

### Élections municipales de 2020
Pour les élections municipales de 2020, LREM se fixe l'objectif d'obtenir 10 000 conseillers municipaux (sur un total de 500 000 élus),. Le parti investit 592 têtes de liste dans les villes de plus de 9 000 habitants, dont 289 revenant à des adhérents.
Entre les deux tours, le parti forme 76 alliances avec la droite et 33 avec la gauche dans les villes de plus de 9 000 habitants ; des alliances sont notamment formées avec des listes de droite face à des listes EELV ou d'union de la gauche, dans de grandes villes comme Bordeaux, Strasbourg et Tours. Les dirigeants de LREM justifient ce déséquilibre par le fait que les maires sortants de droite sont plus nombreux compte tenu du succès de la droite lors des élections de 2014 ; Marie Guévenoux, coprésidente de la commission nationale d’investiture de LREM, affirme avoir « même plutôt envie de nouer des alliances à gauche, mais cela n’a pas été possible ».
Confiant après les résultats électoraux des législatives et européennes, le parti ne conquiert aucune grande ville au terme du scrutin et compte seulement 146 maires soutenus ou investis dans les communes de plus de 9 000 habitants.

### Élections régionales et départementales de 2021
Les élections régionales et départementales de 2021 sont marquées par une nouvelle déroute de la majorité : aucune région n'est conquise et seul le ministre des Outre-mer Sébastien Lecornu remporte le département de l'Eure. Bertrand Bellanger parvient de son côté à conserver la Seine-Maritime grâce aux élus Les Républicains.
La plupart des listes de LREM sont éliminées dès le premier tour des régionales, et le parti échoue ainsi à mettre de nombreux présidents de région comme Xavier Bertrand en ballotage et à se positionner en « faiseurs de rois » face au risque d'une région remportée par le Rassemblement national. Seul Renaud Muselier accepte une alliance avec LREM dès le premier tour en Provence-Alpes-Côte d’Azur, s'attirant les foudres de son parti.
Ce nouvel échec local acte d'une difficulté au parti à s'implanter au niveau local.

### Élections présidentielle et législatives de 2022
Lors de l'élection présidentielle de 2022, le parti parvient à faire réélire son candidat, le président sortant Emmanuel Macron, face à Marine Le Pen. La coalition présidentielle Ensemble dont LREM est le principal membre ne parvient cependant pas à conserver sa majorité à l'Assemblée nationale lors des élections législatives, le groupe LREM passant de 267 à 170 députés. Il reste le principal groupe de la législature.

### Changement de nom
En mars 2022, Emmanuel Macron plaide pour la formation d'un nouveau parti englobant tous les partis de la majorité présidentielle,. Le 5 avril 2022 est enregistré un parti sous le nom de Renaissance. Le 10 mai 2022, le parti politique Renaissance prend officiellement le nom de « Ensemble pour la majorité présidentielle » de même que l'association pour son financement et devient une alliance englobant les partis de la majorité présidentielle.
Bien que n'ayant pas encore changé de nom, le parti est désigné sous le nom de Renaissance par le ministère de l'Intérieur lors des législatives de 2022. De même, le groupe parlementaire à l'Assemblée nationale porte le nom de groupe Renaissance. Celui-ci englobe les députés des partis Agir et Territoires de progrès.
Le 17 septembre 2022, La République en marche se transforme officiellement en Renaissance. Emmanuel Macron en devient le président d'honneur et Stéphane Séjourné est élu secrétaire général de Renaissance à la suite du vote des adhérents au congrès de 2022. La fusion ultérieure du nouveau parti avec Territoires de progrès doit être tranchée par les adhérents au cours des mois suivants. Agir a voté en faveur de devenir un parti associé à Renaissance.

### Élections européennes et législatives de 2024
Après le mauvais résultat réalisé par la liste de la majorité présidentielle aux élections européennes de 2024, le président de la République, Emmanuel Macron, annonce dissoudre l'Assemblée nationale et convoquer des élections législatives anticipées les 30 juin et 7 juillet.
La majorité présidentielle repart unie et est rejointe par l'Union des démocrates et indépendants derrière la bannière commune « Ensemble pour la République ». Ces élections sont marquées par une défaite pour la majorité présidentielle, qui perd près de cent sièges, dans une assemblée où la tripartition se consolide.
Le 21 septembre, la composition du gouvernement Michel Barnier est annoncée ; Ensemble pour la République obtient vingt-et-un postes ministériels, dont douze pour Renaissance. L'adoption de la motion de censure du 4 décembre 2024 en France entraîne, le 23 décembre, la formation d'un nouveau gouvernement, le gouvernement François Bayrou, où Renaissance se voit attribuer quatorze postes ministériels, parmi les vingt-trois postes accordés à Ensemble.

## Positionnement politique

### Revendiqué par le parti
Emmanuel Macron, membre du Parti socialiste (PS) de 2006 à 2009, et ministre de l'Économie sous François Hollande lorsqu'il crée le mouvement, se décrit comme « de gauche » en 2015 comme en 2016,. En avril 2016, il déclare vouloir proposer une offre politique progressiste, opposée au conservatisme, en rassemblant à gauche comme à droite. En 2021, la majorité des sympathisants de Renaissance se considèrent comme de « centre droit ».

### Médias et observateurs
En 2017, LREM est classé au centre de l'échiquier politique par l'AFP ou à gauche par Laurent de Boissieu. La Croix indique qu'En marche « ambitionne de rassembler largement, depuis les sociaux-démocrates jusqu'aux gaullistes sociaux ». Il est considéré comme un « parti attrape-tout » par Le Parisien, par Virginie Martin de la Kedge Business School, par Le Figaro, par Slate, ou par Frédéric Dabi de l'Ifop. Le politologue Julien Fretel place LREM entre le centre gauche et le centre droit.
Le politologue Fabien Escalona le qualifie de « business firm party » (« parti-entreprise »), à l'instar de Forza Italia à son lancement par Silvio Berlusconi, en Italie, ou de l’Union du centre démocratique (UCD), en Espagne. De son côté, Pierre Martin compare LREM au Parti démocrate italien (centre gauche), estimant qu'ils relèvent tous deux d'« un centre libéral-mondialisateur ». Ouest-France le présente comme social-libéral.
Emmanuel Macron est comparé à Albert Rivera, dirigeant du parti politique espagnol centriste Ciudadanos, par Le Point comme par Mediapart. Ciudadanos apporte d'ailleurs son soutien à Emmanuel Macron en janvier 2017, voyant en lui un « réformiste ». L'historien Christophe Barret estime qu'il s'agit de deux « partis à ranger dans la catégorie des réformismes de droite » mais souligne que leur comparaison est limitée par des spécificités nationales : si Emmanuel Macron « est toujours censé évoluer à gauche » et « s'en prend aux chômeurs », Ciudadanos « est l'allié de la droite » et ne peut tenir « un discours anti-assistés » en raison de « la profondeur de la crise sociale ».
Après les élections européennes de mai 2019, le parti est classé au centre par Libération, Atlantico et le professeur de sciences politiques Julien Fretel, captant l'électorat du centre droit de l'échiquier politique selon France 24 et La République du Centre. Pour l'AFP, LREM cible « le centre droit en France, le centre gauche en Europe ».
Lors des élections municipales de 2020, LREM forme quelque 150 alliances avec des listes de droite contre 60 avec des listes de gauche.
En mai 2021, quatre ans après l'élection présidentielle française de 2017, France 3 Centre-Val de Loire souligne une certaine droitisation du parti présidentiel.

### Opinion publique
En mars 2017, la perception qu'ont les Français de LREM était de 21 % à gauche ou au centre gauche, 33 % au centre et 28 % à droite ou au centre droit. En mars 2018, cette perception se déplace vers la droite, avec 14 % des Français qui le classent au centre gauche ou à gauche, 21 % au centre, 45 % à droite ou au centre droit et 15 % dans aucune de ces classifications.
En mars 2017, sur un axe gauche-droite allant de 0 à 10, les Français s'attribuaient un positionnement moyen de 5,5 et attribuaient à Emmanuel Macron un positionnement de 5,2, notes qui passent respectivement à 5,6 et 6,2 en février 2019. En février 2019, le sondeur Jérôme Fourquet, de l'IFOP, indique que « les pertes à gauche sont compensées par le ralliement d’une partie de la droite ».

### Évolution de l'électorat
Lors du premier tour de l'élection présidentielle de 2017, les électeurs d'En marche sont majoritairement de gauche, avec une forte proportion provenant du Parti socialiste, comme pour les législatives de juin 2017, ainsi que pour ses représentants.
Lors des élections européennes de mai 2019, l'institut OpinionWay indique que 51 % des électeurs se disant de droite ont voté LREM, contre 26 % ayant voté Emmanuel Macron en 2017, comme 19 % des électeurs se disant de gauche contre 39 % en 2017.
Une étude de l'IFOP parue en juillet 2020 constate une droitisation des sympathisants LREM. Alors qu'ils se situaient, sur une échelle de 0 à 10 (le chiffre 0 pour la position la plus à gauche et le 10 pour la plus à droite), à 5,6 (proche du centre droit) en novembre 2017, ils se situent sur le chiffre 6,7 (proche de la droite) en juillet 2020.
En 2024, d'un point de vue démographique, Renaissance « a disparu dans la jeunesse » : 4 % d’intention de vote chez les 18-24 ans contre 29 % chez les plus de 70 ans. Selon Gilles Finchelstein, secrétaire général de la Fondation Jean-Jaurès, aucun parti ne connaît un tel grand écart : sur 100 électeurs de Renaissance, les deux tiers ont alors plus de 60 ans.
D'un point de vue sociologique, le parti s’est marginalisé dans le salariat : 12 % chez les salariés du public et 14 % chez les salariés du privé. Cette diminution concerne également les cadres supérieurs, où, bien qu'avec 21 %, le parti réalise son meilleur score, il ne devance le Rassemblement national que de 2 points.

## Identité visuelle

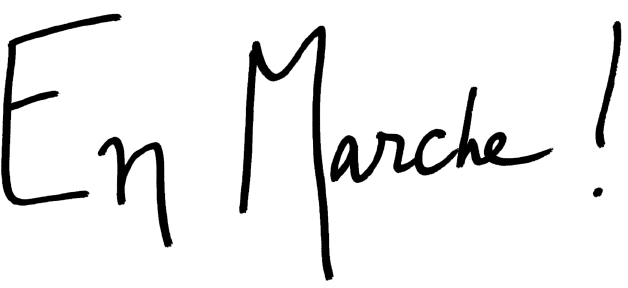
Premier logo, déposé à l'INPI le 8 avril 2016[174].
Second logo, déposé à l'INPI le 9 février 2017[175].
Troisième logo, déposé à l'INPI le 7 mai 2017[176].
Alternative visuelle utilisée.
Logotype actuel de Renaissance.
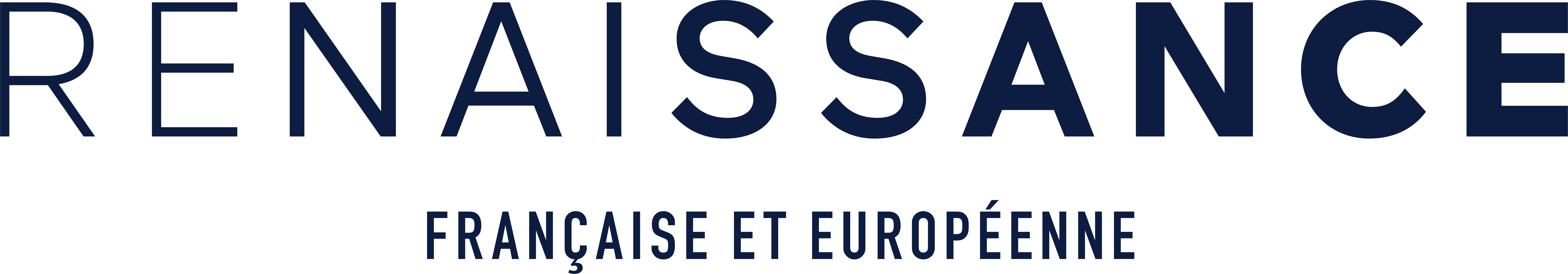
Logotype alternatif de Renaissance.

## Organisation

### Identité juridique
Le mouvement repose juridiquement sur deux associations : l'« Association pour le renouvellement de la vie politique » et l'Association de financement du parti « Association pour le renouvellement de la vie politique » (AFRVP) ; toutes deux sont déclarées le 20 février 2016 (annonces publiées au Journal officiel le 5 mars 2016) et domiciliées 33, rue Danton au Kremlin-Bicêtre,,,.
L'Obs souligne que ses statuts sont « très classiques, communs à tous les partis politiques ». Elle s'appuie sur un micro-parti visant à assurer son financement, qui a reçu l'agrément de la Commission nationale des comptes de campagne et des financements politiques et qui est présidé par Christian Dargnat, ex-directeur général de BNP Paribas Asset Management,.
Après la mise en ligne du site internet du mouvement, Mediapart relève que sa directrice de publication est Véronique Bolhuis, compagne du directeur de l’Institut Montaigne Laurent Bigorgne, et que l’association En marche a pour domiciliation l’adresse du domicile privé de Véronique Bolhuis et Laurent Bigorgne. Après la publication de l'article, le site retire l'adresse exacte de la domiciliation et indique que le directeur de publication est l’association « En marche ». Véronique Bolhuis est également la présidente de l'association depuis le dépôt des premiers statuts en février 2016 jusqu'à l'été 2016, et n'occupe plus de fonction officielle dans l’organigramme du mouvement depuis,. En marche dément tout lien avec l'Institut Montaigne et affirme que Laurent Bigorgne ne joue aucun rôle auprès du mouvement, tout en reconnaissant qu'il est une connaissance de longue date d'Emmanuel Macron.
Le logotype manuscrit « En marche » est ensuite déposé à l'Institut national de la propriété industrielle le 8 avril 2016. Ce logo est indépendant de l'association « En marche » qui — elle — existe depuis 1994. Un nouveau logo, non manuscrit, est déposé à l'INPI le 9 février 2017.
Le 2 mai 2017, Emmanuel Macron annonce vouloir rebaptiser le mouvement après le 7 mai, officialiser son statut de parti et interdire la double appartenance. Pour Jean-Pierre Mignard, En marche est un parti et la suppression de la double appartenance politique permettrait de toucher des subventions publiques. Le nouveau nom et le nouveau logo, utilisés alternativement avec les précédents, sont alors déposés le 7 mai 2017 avant leur officialisation le lendemain 8 mai.
L'abréviation officielle du nom du parti est RE et anciennement LaREM.

### Structure
Le chercheur Fabien Escalona souligne qu'En marche figure parmi les rares partis d'Europe occidentale créés « ex nihilo » en suivant le modèle de « la professionnalisation des organisations partisanes et [de] l’importation des techniques managériales ».
Pour Pierre Martin, « En Marche! s'inscrit totalement dans [la] filiation [de la droite] quant à son fonctionnement et son mode de sélection des candidats. Les décisions viennent d’en haut, il y a une commission d’investiture sans que les militants ne votent… Il s’agit tout à fait de l’organisation traditionnelle des partis de droite en France ». Évoquant les nouveaux statuts de La République en marche élaborés en juillet 2017, Marianne estime que le parti est, à l'instar de La France insoumise, « en passe de devenir le moins démocratique de France » en raison de l'absence d'élections internes, contrairement à la plupart des grands partis français. Avec ces nouveaux statuts, Frédéric Sawicki évoque « un système très centralisé, néogaulliste, quasi militaire, fait pour défendre une personne », et compare LREM avec « le PC de la grande époque, où les permanents étaient payés pour s’assurer que les militants restaient dans la ligne ».
Le parti s'appuie en outre sur le collectif Les Jeunes avec Macron, créé près d'un an avant lui, qui gère notamment le site Vision Macron mettant en avant la vision et les propositions du candidat Emmanuel Macron pour l'élection présidentielle de 2017[réf. nécessaire].
Le Monde estime qu'une caractéristique de La République en marche est de privilégier la forme « mouvement » par rapport à celle du parti, et Le Monde relaie une observation de Florence Haegel, professeure à Sciences Po : « Pour la nouvelle génération, avec la transformation des modes de communication, la forme parti politique, hiérarchisée, disciplinée, n’est plus adaptée ». Bruno Jeudy fait un parallèle entre LREM et La France insoumise, qu'il estime être un mouvement. D'après Slate, LREM s'est lancée initialement en se voulant un mouvement, et, officiellement, « il n'était alors pas encore question de candidature aux élections ». Slate note de façon plus générale, qu'il existe désormais une volonté de créer des « mouvements » et non des « partis », citant, outre La République en marche et La France insoumise, le Mouvement 5 étoiles en Italie, ou le « mouvement-parti » Podemos en Espagne. Pour expliquer cette volonté, Slate met en avant qu'il existe désormais une défiance par rapport aux partis ainsi qu'une tendance sociétale à rechercher une « horizontalité », représentée par les réseaux (notamment sociaux) et la possibilité d'initiatives autonomes. Mais, si « la mode est aujourd’hui aux mouvements », pour Slate, derrière cette « rupture lexicale », les changements organisationnels qui en résultent sont « à relativiser », et LREM est prise dans une contradiction « entre horizontalité proclamée et verticalité factuelle ».
Selon La Croix, hormis le fait que les membres ne payent pas de cotisation et peuvent être membre d'un autre parti, LREM « ressemble de plus en plus à un véritable parti », notamment par sa structuration, où des « référents » dans chaque département sont à la tête de comités locaux. La Croix signale cependant que, de façon inhabituelle pour un parti, « chacun peut créer un comité à sa guise et rejoindre ou quitter celui de son choix, indépendamment de l'endroit où il habite ».
S'appuyant fortement sur les réseaux sociaux, le mouvement permet aux membres des autres partis d'y adhérer, et n'impose par ailleurs pas de cotisations pour en faire partie.

### Encadrement
Parmi les piliers de l'encadrement d'En marche, figurent, :
- Catherine Barbaroux, présidente par intérim du parti entre mai et août 2017 ;
- Richard Ferrand, secrétaire général du mouvement d'octobre 2016 à juin 2017[199], député PS du Finistère et ancien rapporteur de la loi Macron ;
- Julien Denormandie, secrétaire général adjoint, ancien directeur de cabinet d'Emmanuel Macron à Bercy[198] ;
- Prisca Thevenot, porte-parole d'En marche depuis novembre 2020 (précédemment Benjamin Griveaux, ancien directeur de la communication d'Unibail-Rodamco-Westfield)[200] ;
- Jean-Marie Girier, directeur de campagne, ancien chef de cabinet du maire de Lyon, Gérard Collomb[201] ;
- Ismaël Emelien, responsable de la stratégie numérique et présenté comme le « bras droit » d'Emmanuel Macron[202] ;
- Ludovic Chaker, responsable de l'organisation des meetings[198] et premier secrétaire général d'En marche[203], ancien candidat divers gauche aux législatives pour les Français de l'étranger (Europe orientale, Asie orientale, Océanie) ;
- Jean Pisani-Ferry, responsable du programme du candidat, ancien commissaire général de France Stratégie[204].

Deux agences de communication travaillent également pour le mouvement : Little Wing et Jésus & Gabriel,.
Un temps membre des « piliers » du mouvement, Laurence Haïm, porte-parole, ancienne correspondante d'I-Télé aux États-Unis, se retire finalement du mouvement au mois de juillet 2017.
Estimant qu'En marche doit « donner l'exemple » en matière de renouvellement du personnel politique dont il est partisan, Emmanuel Macron indique, dans son ouvrage Révolution, avoir « tenu à ce que des femmes et des hommes venant de la société civile puissent acquérir des responsabilités. Ils sont largement majoritaires dans nos rangs ; plus de 60 % de nos délégués nationaux et de nos référents territoriaux ne sont pas élus et ne l'ont jamais été. Nous veillerons aussi à limiter dans le temps les responsabilités au sein de ce nouveau mouvement ».
Le QG du mouvement est d'abord situé au 14e étage de la tour Montparnasse, puis transféré en novembre 2016 dans des bureaux du 15e arrondissement de Paris, au 99 rue de l'Abbé-Groult. Le mouvement occupe des bureaux au 63 rue Sainte-Anne (2e arrondissement) à partir de l'automne 2017 avant d'acquérir un immeuble au 68 rue du Rocher (8e arrondissement) en 2021. En 2025, Renaissance met en vente cet immeuble et déménage son QG avenue Robert-Schuman (7e arrondissement) .
À chacun des meetings d'Emmanuel Macron, une équipe est chargée d'en organiser l’ambiance. Des responsables envoient aux membres du groupe des SMS afin de lancer les applaudissements aux moments opportuns ou d’exciter l'enthousiasme du public.
Le 8 mai 2017, le lendemain de la victoire d'Emmanuel Macron à l'élection présidentielle, ce dernier démissionne de la présidence d'En marche et est remplacé, par intérim, par Catherine Barbaroux. Elle reste en poste jusqu'au mois d'août puis est remplacée par une direction collégiale par intérim, composée d'Arnaud Leroy, Bariza Khiari et Astrid Panosyan. Lors du congrès du 18 novembre 2017, Christophe Castaner, seul candidat, est élu délégué général du parti pour un mandat de trois ans.
En manque de cadres, La République en marche puise essentiellement dans le vivier d'ex-conseillers parlementaires et ministériels en poste sous le quinquennat de François Hollande.

### Organigramme actuel

#### Président d'honneur, secrétaire général et secrétaire général exécutif
|  | Nom             | Dates du mandat   | Dates du mandat | Notes |
|  | --------------- | ----------------- | --------------- | --- |
|  | Emmanuel Macron | 17 septembre 2022 | en fonction     | Président de la République française (depuis 2017) |
|  | Gabriel Attal   | 8 décembre 2024   | en fonction     | Président du groupe Ensemble pour la République à l'Assemblée nationale (depuis 2024), député français (depuis 2024), Premier ministre (2024), ministre (2018-2024) |

#### Secrétaires généraux délégués
Le 20 janvier 2025, Gabriel Attal procède à la nomination d’un nouveau bureau exécutif du parti Renaissance, comprenant notamment plusieurs secrétaires généraux délégués,. 
|  | Nom                        | Titre                                                                                | Notes |
|  | -------------------------- | ------------------------------------------------------------------------------------ | --- |
|  | David Amiel                | Secrétaire général délégué aux idées                                                 | - Député français (depuis 2017) |
|  | Pieyre-Alexandre Anglade   | Secrétaire général délégué à l'opinion                                               | - Député français (depuis 2017) |
|  | Antoine Armand             | Secrétaire général délégué au financement du parti                                   | - Député français (2022-2024, depuis 2025) - Ministre de l'Économie, des Finances et de l'Industrie (2024) |
|  | Brigitte Bourguignon       | Secrétaire générale déléguée à la coordination des instances                         | - Conseillère départementale du Pas-de-Calais (depuis 2021) - Ministre de la Santé et de la Prévention (2022) - Ministre déléguée chargée de l'Autonomie (2020-2022) - Députée française (2012-2020) |
|  | Thomas Cazenave            | Secrétaire général délégué à la communication                                        | - Député français (2022-2023, depuis 2024) - Ministre délégué chargé des Comptes publics (2023-2024) |
|  | Anne Genetet               | Co-secrétaire générale déléguée aux Assemblées départementales                       | - Députée française (2017-2024, depuis 2025) - Ministre de l'Éducation nationale (2024) |
|  | Olivia Grégoire            | Secrétaire générale déléguée à la riposte                                            | - Députée française (2017-2020, depuis 2024) - Ministre déléguée chargée des Entreprises, du Tourisme et de la Consommation (2022-2024) - Porte-parole du gouvernement (2022) - Secrétaire d'État chargée de l'Économie sociale, solidaire et responsable (2020-2022) |
|  | Guillaume Gouffier-Valente | Secrétaire générale déléguée au parti féministe                                      | - Député français (depuis 2017) |
|  | Valérie Hayer              | Secrétaire générale déléguée à la coordination des secrétaires nationaux thématiques | - Députée européenne (depuis 2019) - Conseillère départementale de la Mayenne (2015-2021) |
|  | Xavier Iacovelli           | Secrétaire général délégué aux élus locaux                                           | - Sénateur français (depuis 2017) |
|  | Guillaume Kasbarian        | Secrétaire général délégué aux territoires                                           | - Député français (2017-2024, depuis 2025) - Ministre de la Fonction publique, de la Simplification et de la Transformation de l'action publique (2024) - Ministre délégué chargé du Logement (2024) |
|  | Fabienne Keller            | Secrétaire générale déléguée à la vie du parti et aux grands événements              | - Députée européenne (depuis 2019) - Sénatrice française (2005-2019) - Maire de Strasbourg (2001-2008) - Conseillère générale du Bas-Rhin (1992-2001) |
|  | Brigitte Klinkert          | Trésorière                                                                           | - Députée française (depuis 2022) - Conseillère départementale du Haut-Rhin puis d'Alsace (depuis 1994) - Ministre déléguée chargée de l'Insertion (2020-2022) - Conseillère régionale du Grand Est (2021-2022) |
|  | Fadila Khattabi            | Secrétaire générale déléguée au réseau de Renaissance Alumni                         | - Ministre déléguée chargée des Personnes âgées et des Personnes handicapées (2023-2024) - Députée française (2017-2023) - Conseillère régionale de Bourgogne (2004-2015) |
|  | Marie Lebec                | Secrétaire générale déléguée aux nouveaux talents                                    | - Députée française (depuis 2017) - Ministre déléguée chargée des Relations avec le Parlement (2024) |
|  | Roland Lescure             | Secrétaire général délégué à l'Europe et international                               | - Député français (2017-2022, depuis 2024) - Ministre délégué chargé de l'Industrie et de l'Énergie (2022-2024) |
|  | Thani Mohamed Soilihi      | Secrétaire général délégué aux relations avec le Parlement                           | - Ministre délégué chargé de la Francophonie et des Partenariats internationaux (depuis 2024) - Sénateur français (2011-2024) |
|  | Bertrand Mas-Fraissinet    | Secrétaire général délégué aux adhésions                                             | - |
|  | Ambroise Méjean            | Secrétaire général délégué à la mobilisation                                         | - Président des Jeunes avec Macron, puis des Jeunes en marche (2019-2025) |
|  | Agnès Pannier-Runacher     | Secrétaire générale déléguée à la formation des élus et des militants                | - Ministre de la Transition écologique, de la Biodiversité, de la Forêt, de la Mer et de la Pêche (depuis 2024) - Ministre déléguée auprès du ministre de l'Agriculture et de la Souveraineté alimentaire (2024) - Ministre de la Transition énergétique (2022-2024) - Ministre déléguée chargée de l'Industrie (2020-2022) - Secrétaire d'État auprès du ministre de l'Économie et des Finances (2018-2020) |
|  | Franck Riester             | Secrétaire général délégué aux élections                                             | - Député française (2007-2018, depuis 2024) - Ministre délégué chargé du Commerce extérieur, de l'Attractivité, de la Francophonie et des Français de l'étranger (2024) - Ministre délégué chargé des Relations avec le Parlement (2022-2024) - Ministre délégué chargé de l'Attractivité et du Commerce extérieur (2020-2022) - Ministre de la Culture (2018-2020) - Maire de Coulommiers (2008-2017)       |
|  | Marlène Schiappa           | Secrétaire générale déléguée à la société civile organisée                           | - Conseillère d'Île-de-France (depuis 2021) - Secrétaire d'État chargée de l’Économie sociale et solidaire et de la Vie associative (2022-2023) - Ministre déléguée chargée de la Citoyenneté (2020-2022) - Secrétaire d'État chargée de l'Égalité entre les femmes et les hommes et de la Lutte contre les discriminations (2017-2020)                                                                      |
|  | Prisca Thevenot            | Co-secrétaire générale déléguée aux Assemblées départementales                       | - Députée française (2022-2023, depuis 2024) - Conseillère régionale d'Île-de-France (depuis 2021) - Ministre déléguée chargée du Renouveau démocratique et porte-parole du gouvernement (2024) - Secrétaire d'État chargée de la Jeunesse et du Service national universel (2023-2024) |

### Historique des dirigeants

#### Présidents et délégués généraux
| | Emmanuel Macron               | 6 avril 2016      | 8 mai 2017        | Président-fondateur du parti, il quitte ses fonctions le 8 mai 2017, le lendemain de sa victoire à l'élection présidentielle. |
| | Catherine Barbaroux (intérim) | 8 mai 2017        | 17 août 2017      | Elle succède par intérim à Emmanuel Macron à la présidence du parti, avant d'être remplacée par une direction collégiale composée d'Astrid Panosyan, Arnaud Leroy et Bariza Khiari.                                                          |
| Direction collégiale du 17 août au 18 novembre 2017 (Arnaud Leroy, Bariza Khiari et Astrid Panosyan) |                               |                   |                   | |
| | Christophe Castaner           | 18 novembre 2017  | 21 octobre 2018   | Secrétaire d'État chargé des Relations avec le Parlement et porte-parole gouvernement, il est élu délégué général du parti pour trois ans lors du congrès de 2017. Il démissionne à la suite de sa nomination comme ministre de l’Intérieur. |
| | Philippe Grangeon (intérim)   | 21 octobre 2018   | 1er décembre 2018 | Il assure l'intérim jusqu'à l'élection d'un nouveau délégué général, en décembre 2018. |
| | Stanislas Guerini             | 1er décembre 2018 | 17 septembre 2022 | Il est élu pour trois ans lors du congrès de 2018, qui fait suite à la démission de Christophe Castaner. |
| | Emmanuel Macron               | 17 septembre 2022 | en fonction       | Président d'honneur. |

#### Secrétaires généraux
|                                                                     | Nom               | Dates du mandat   | Dates du mandat   | Notes |
| ------------------------------------------------------------------- | ----------------- | ----------------- | ----------------- | --- |
|                                                                     | Ludovic Chaker    | 6 avril 2016      | 30 septembre 2016 | Premier secrétaire général du parti. Il est remplacé par Richard Ferrand et devient secrétaire général-adjoint et coordinateur des opérations de campagne en vue de l'élection présidentielle de 2017.                                     |
|                                                                     | Richard Ferrand   | 1er octobre 2016  | 24 juin 2017      | Il est un des premiers soutiens à Emmanuel Macron et succède à Ludovic Chaker en octobre 2016. Il démissionne de ses fonctions à la suite de son élection en tant que président du groupe La République en marche à l'Assemblée nationale. |
| Vacance du poste de secrétaire général du 24 juin au 30 août 2017   |                   |                   |                   | |
|                                                                     | Stéphane Roques   | 30 août 2017      | 5 mars 2018       | Il remplace Richard Ferrand, devenu président du groupe LREM à l’Assemblée nationale. Il est l'ancien président de Médecins sans frontières.                                                                                               |
| Vacance du poste de secrétaire général du 5 mars au 8 novembre 2018 |                   |                   |                   | |
|                                                                     | Didier Medori     | 8 novembre 2018   | 17 septembre 2022 | Il est nommé le 8 novembre 2018 par Philippe Grangeon, délégué général par intérim. |
|                                                                     | Stéphane Séjourné | 17 septembre 2022 | 8 décembre 2024   | Nommé au congrès de Renaissance de 2022. |
|                                                                     | Gabriel Attal     | 8 décembre 2024   | en fonction       | Élu par le conseil national avec 94,9 % des voix. |

### Adhérents
Dans un premier temps, le mouvement compte comme adhérents toutes les personnes ayant communiqué leur courriel, leur adresse complète (adresse postale, code postal et ville), un numéro de téléphone, leur date de naissance, et ayant adhéré à la charte du mouvement. Il ne leur est cependant pas nécessaire de verser d'argent, contrairement aux autres partis politiques,. Emmanuel Macron indique qu'il est possible d’adhérer tout en restant membre d’un « autre parti républicain ».
Le 10 avril 2016, quelques jours après le lancement du mouvement, Emmanuel Macron revendique 13 000 adhérents. Le Canard enchaîné l'accuse de gonfler ses chiffres et prétend qu'il s'agirait en réalité de 13 000 clics sur son site. Ismaël Emelien, conseiller d'Emmanuel Macron, précise que « chaque adhérent signe une charte des valeurs et dispose d’une voix à l’assemblée générale du mouvement, cela n’a rien à voir avec ceux qui s’inscrivent à la newsletter, beaucoup plus nombreux ». Sylvain Fort, autre conseiller d'Emmanuel Macron, assure également que le mouvement vérifie les adresses e-mail valant adhésion mais concède que « le système repose sur l’honnêteté de l’adhérent ».
En marche revendique 80 000 adhérents en septembre 2016 ; Le Monde indique alors : « Si le chiffre est exact, il fait de En marche ! l’un des premiers partis politiques de France ». Revendiquant 88 000 adhérents en octobre 2016, Emmanuel Macron affirme être « au coude-à-coude avec le Parti socialiste » en seulement « 7 mois » d'existence. D'après Mediapart, on y compte « beaucoup d'indépendants, de cadres du privé ; peu de fonctionnaires, d'agriculteurs ou de chômeurs. Beaucoup n'ont jamais été engagés en politique. La plupart n'ont fait que signaler leur intérêt en laissant leurs coordonnées sur le site ». En décembre 2018, Libération indique qu'« à peine 15 % des 400 000 adhérents revendiqués seraient aujourd’hui actifs ».
Selon le groupe de réflexion Terra Nova, qui a analysé le profil des adhérents de la République en Marche, en 2018, un tiers se positionnent au centre, 16 % se sentent à gauche et 9 % se situent à droite. Refusant le clivage traditionnel, 25 % se déclarent « à la fois à gauche et à droite » et 16 % se sentent « ni de gauche ni de droite ». Les adhérents perçoivent leur propre parti ainsi : 41 % le place au centre, 34 % au centre-droit, 15 % à droite, et 6 % au centre-gauche. Ils possèdent un très haut niveau d'instruction, sans comparaison avec la moyenne des membres des autres partis. 80 % des adhérents sont diplômés de l'enseignement supérieur, contre 20 % des Français. Ils sont plus jeunes que la moyenne et sont en majorité des citadins. Leurs revenus se situent dans la « moitié haute de la société française ». Marc Lazar, directeur du Centre d’histoire de Sciences-Po et co-auteur de l'étude, déclare que les adhérents de LREM « sont des cadres du privé et professions libérales dont les revenus sont aisés ou satisfaisants. En revanche, ce ne sont pas des héritiers qui vivent de leur patrimoine. Pour eux, l’éducation est tout à fait fondamentale ».
En marche s'inspire du modèle participatif de Désirs d'avenir, le mouvement de Ségolène Royal, et entend s'appuyer sur ses fichiers d'adhérents d'après le député Pascal Terrasse, proche d'Emmanuel Macron et ancien animateur de Désirs d'avenir,,. D'après Libération, le mouvement s'appuie sur un « système d’enrôlement pyramidal directement inspiré des campagnes d’Obama en 2008 et 2012 ».
En s'appuyant sur un modèle de politique participative, chaque adhérent d'En marche a la possibilité de rejoindre ou de créer librement et gratuitement un comité local. Chacun de ces comités est animé par un ou plusieurs adhérents (nommés référents ou animateurs), qui en organisent la vie en proposant des événements locaux, des rencontres et débats autour des idées et des valeurs portées par le mouvement. En marche comptait en décembre 2016 plus de 2 600 comités. Emmanuel Macron conçoit son parti comme « un truc darwinien » : il indique ainsi au sujet des comités locaux que « les mauvais mourront, de la confrontation avec les autres on verra ce qu'il ressort ».
En juillet 2018, Christophe Castaner annonce la création de Tous politiques !, l'institut de formation du mouvement, qui vise à « accompagner l'émergence d'une génération progressiste ». Le maire de Besançon Jean-Louis Fousseret est chargé de sa direction.
Le Canard enchaîné indique en juillet 2020 que sur les 400 000 adhérents s’étant inscrits sur le site de LREM en 2017, seuls 20 000 sont toujours membres du parti,.
En septembre 2022, 27 623 adhérents au profil « certifié » (qui ont justifié de leur identité) ont le droit de voter sur le changement des statuts qui transforment LaREM en Renaissance, et 12 485 prennent part au vote ,.
L'adhésion à Renaissance devient payante à la suite de l'adoption de ces nouveaux statuts. En avril 2023, Renaissance revendique 30 000 adhérents. En juillet 2023, 35 000 adhérents.
Au mois d'octobre 2024, le parti Renaissance ne compte plus que 8 500 adhérents à jour de cotisation.

### Financement
Christian Dargnat, ex-directeur général de BNP Paribas Asset Management, préside l'association de financement d'En marche. Celle-ci mène dès sa création une levée de fonds, y compris lors d'un déplacement d'Emmanuel Macron à Londres, ce qui pousse le député Les Républicains Georges Fenech à interpeller le gouvernement à ce sujet à l'Assemblée nationale et le Premier ministre, Manuel Valls, à apporter un démenti, alors même qu'En marche assume l'initiative,. Emmanuel Macron déclare en mai que 2 000 donateurs ont déjà versé des contributions financières (limitées à 7 500 euros par la loi) à En marche ! Il évoque « plus de 10 000 donateurs de 1 euro à 7 500 euros » en décembre 2016. Fin décembre 2016, il a recueilli, selon les sources, 4 à 5 millions d'euros de dons,. Fin mars ce montant atteint les 9 millions d'euros, qui se répartissent en 35 000 dons, d'en moyenne 257 € chacun. 600 personnes ont apporté, à elles seules, la moitié du total avec des dons supérieurs à 5 000 euros.
Emmanuel Macron est accusé dans l'ouvrage Dans l'enfer de Bercy : Enquête sur les secrets du ministère des Finances (JC Lattès, 2017), des journalistes Frédéric Says et Marion L'Hour, d'avoir utilisé 120 000 euros de frais de bouche du budget de Bercy (80 % de l'enveloppe annuelle) du 1er janvier au 30 août 2016 pour préparer sa campagne présidentielle.
Après les élections législatives de 2017, LREM devient le parti bénéficiant le plus des dotations publiques : plus de 100 millions d'euros lui reviennent sur cinq ans ; il compte également demander à ses élus une quote-part de leurs indemnités pour se financer.
Le 20 novembre 2018, à la suite d'un signalement de la Commission nationale des comptes de campagne et des financements politiques (CNCCFP), le parquet de Paris ouvre une enquête préliminaire pour clarifier l’origine de dons reçus en 2017, à hauteur de 144 000 euros, par La République en marche.
Les 20 et 21 octobre 2022, deux informations judiciaires sont ouvertes par le parquet national financier. La première information judiciaire est ouverte des chefs de « tenue non conforme de comptes de campagne » et « minoration d'éléments comptables dans un contexte de campagne ». La seconde pour « favoritisme » et « recel de favoritisme ». En décembre de la même année, des perquisitions sont menées par les gendarmes au siège du parti et dans les locaux parisien du cabinet de conseil McKinsey dans le cadre des enquêtes judiciaires visant le recours au cabinet de conseil pendant la campagne présidentielle d'Emmanuel Macron en 2017.

### Fonctionnement interne, statuts
À l'issue des élections présidentielle et législatives, La République en marche a prévu de se doter d'un mode de fonctionnement pérenne, exposé dans un projet de statuts présenté à ses adhérents par la présidente par intérim lors de la convention du 8 juillet 2017.

#### Des éléments fondateurs se démarquant de l'organisation classique des partis politiques
Le mode de fonctionnement envisagé revendique l'intention de constituer un mouvement dont l'organisation le singularise des autres partis politiques, en particulier par quatre points :
- possibilité de multi-appartenance (la plupart des partis, à l'exception de ceux organisés sur un mode confédéral, interdisent formellement à leurs membres d'adhérer à un autre parti à moins qu'il soit lié à ce dernier par une convention) ;
- gratuité de l'adhésion (la plupart des partis ont instauré des cotisations dont les montants sont souvent corrélés à la détention de mandats électifs, voire aux revenus de l'adhérent dans les partis positionnés à gauche de l'échiquier politique) ;
- liberté constitutive des comités locaux (les adhérents peuvent librement créer des comités locaux et rejoindre celui de leur choix, alors que les partis s'organisent généralement localement selon des règles préétablies) ;
- absence d'élections internes (la plupart des partis ont retenu un fonctionnement démocratique, auquel La République en marche substitue un système dominé par les cooptations, les désignations par consensus, les nominations croisées et le tirage au sort).

#### Instances nationales

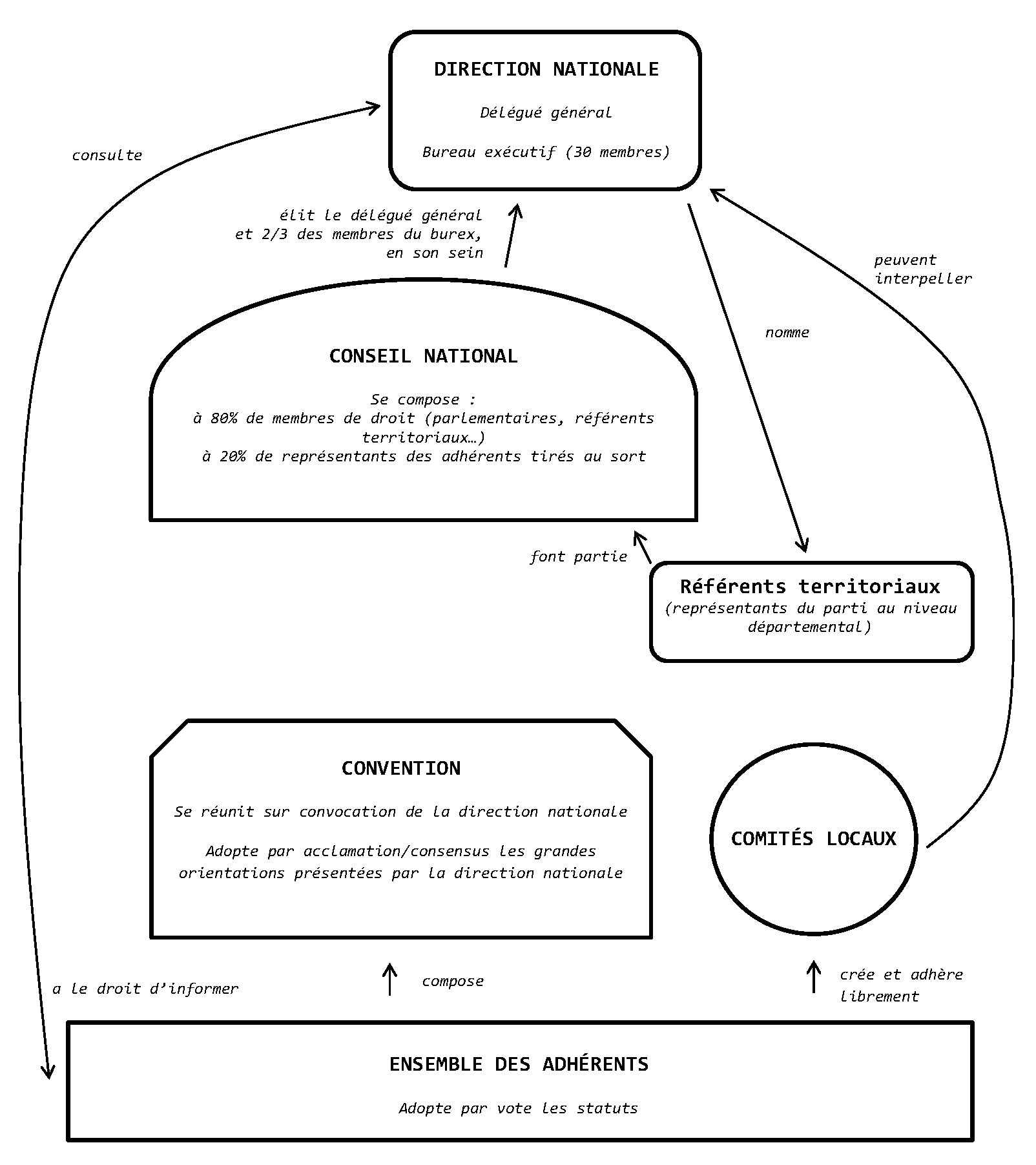
Schéma simplifié du fonctionnement interne de La République en marche, tel que prévu par le projet de statuts présenté lors de sa convention du 8 juillet 2017 par sa présidente nationale par intérim.

Les statuts, entrés en vigueur le 1er août 2017, prévoient les instances nationales suivantes :
- Convention : ensemble des adhérents (dont le rôle, peu détaillé dans la présentation faite le 8 juillet 2017, semble d'adopter par consensus ou acclamation les orientations présentées par la direction nationale et à voter, par voie électronique, les modifications statutaires).
- Conseil national : parlement (non élu) du parti, composé à 80 % des parlementaires, référents territoriaux et représentants des territoires (membres de droit) et de 20 % de conseillers tirés au sort « à intervalle régulier » parmi les adhérents. Le conseil élit en son sein la direction nationale : 20 des membres du bureau exécutif et le(s) délégué(s) général(ux). Il définit les grandes orientations du mouvement et contrôle l'action de la direction nationale.
- Bureau exécutif : exécutif du mouvement, organe paritaire, composé d'une trentaine de membres, 20 élus par le conseil, 10 cooptés par ses membres. Il désigne en son sein des délégués nationaux thématiques.
- Délégués généraux : fonction qui a la charge de diriger le mouvement pour un mandat de trois ans.

La direction nationale nomme les référents territoriaux (représentants du mouvement au niveau départemental) et la commission d'investiture des candidats aux élections. Ainsi, une très large majorité des membres du conseil national qui élit la direction nationale procède de la direction nationale. Cette organisation atypique où la légitimité des instances nationales et locales ne procède aucunement de leur élection directe ou indirecte par les adhérents, vaut à La République en marche d'être qualifiée par la presse de « parti le moins démocratique de France ». Catherine Barbaroux justifie ce choix par une volonté de limiter « les ambitions pas forcément tournées vers l'intérêt du mouvement ».
Les adhérents seront néanmoins directement consultés par le bureau exécutif sur les sujets de son choix et ceux qui seront proposés par 20 % des adhérents ou comités locaux. Les adhérents pourront également sélectionner les actions financés par le budget participatif du mouvement. Enfin, les adhérents disposent d'un droit d'information du bureau exécutif et via leur comité local d'un droit d'interpellation qui permet de lui suggérer d'inscrire une question à son ordre du jour.

## Affiliation européenne
En novembre 2018, après plus de deux ans sans affiliation, le parti renonce à former une nouvelle entité au niveau européen et annonce son souhait de rejoindre l'Alliance des démocrates et des libéraux pour l'Europe (ADLE) en cas d'entrée au Parlement européen à la suite des élections de 2019.

### Questionnement sur le populisme

#### Absence de rejet des élites
En 2018, le Pew Research Center publie une large étude sur le populisme dans plusieurs pays européens (France, Danemark, Allemagne, Italie, Pays-Bas, Espagne, Suède et Royaume-Uni). Utilisant une définition du populisme ramenant le concept au seul anti-élitisme (adhésion aux deux propositions : « les politiciens ne s’occupent pas des gens ordinaires » et « les gens ordinaires feraient aussi bien s’ils étaient au pouvoir que les politiciens »), les résultats obtenus montrent que le LREM n'est pas un parti populiste selon l'analyse du professeur de sciences politiques Christophe Bouillaud, qui se base sur la façon dont les sondés, populistes ou élitistes, jugent en mal ou en bien tel ou tel parti. Toutefois, Christophe Bouillaud explique que la définition utilisée aurait pu intégrer d'autres éléments fréquemment cités comme constitutifs du populisme, par exemple « la croyance en un chef visionnaire », ou « la dimension anti-pluraliste ».
Appuyant cette analyse de l'absence du rejet des élites par LREM, Christophe Bouillaud cite également un autre sondage du Pew Research Center réalisé uniquement auprès des experts de sciences politiques qui ne classent pas LREM parmi les partis populistes (de gauche comme de droite) ainsi que le refus par le gouvernement d'Édouard Philippe d'organiser un référendum sur la réforme constitutionnelle — décision qui éloigne LREM du populisme d'après le sens donné dans l'étude du Pew Research Center.
Le chercheur Arthur Borriello indique : « [LREM] est née parce que l’environnement politique le permettait, mais le contenu politique n’est pas celui des « petites gens » contre le pouvoir – au contraire. C’est tout de même assez paradoxal de qualifier de « populiste » un mouvement, celui de Macron, qui se veut ouvertement « antipopuliste »… ça devrait nous mettre la puce à l’oreille quant à la confusion conceptuelle qui règne ».

#### Un populisme du centre?
Selon Christophe Bouillaud, Renaissance séduit les électeurs qui ne rejettent pas l'élitisme mais les élites en place issues des partis traditionnels et qui veulent de nouvelles élites. Christophe Bouillaud affirme que lors de sa campagne électorale le président d’En Marche, Emmanuel Macron, propose « surtout un renouvellement des élites au sens fort du terme », mais que la tonalité « dégagiste » de son discours permet de parler d'un « populisme du centre ».

#### Des éléments constitutifs d'un populisme
Plusieurs autres journalistes et analystes insistent sur des aspects populistes de la politique d'Emmanuel Macron et de Renaissance. Ainsi, la connexion plus directe entre le peuple et le leader politique - limitant ainsi le rôle des corps et pouvoirs intermédiaires, est mise en avant,, -, la catégorisation du corps électoral pour lui adresser des messages particuliers - dans une forme de marketing politique ciblé, - et la désignation de catégories de population (exemple : retraités, chômeurs, agents de la SNCF) comme responsables de certains blocages - ce que le journaliste Guy Konopnicki désigne par l'expression de « populisme chic » - sont des éléments mis en avant par des observateurs. De son côté, la journaliste Agathe Mercante estime que La République en marche s’inspire d’une rhétorique populiste « inversée ». Elle cite notamment la philosophe Sandra Laugier qui considère qu'Emmanuel Macron, par ses discours sur le travail et l’investissement, alimente des haines à l’encontre des plus pauvres, des inactifs, des « fainéants », et que « ceux qui s’opposent à lui sont d’emblée qualifiés de rétrogrades ».

### Idéologie revendiquée
Selon le site Toute l'Europe, pendant la campagne présidentielle de 2017, Emmanuel Macron, candidat d'En marche, est présenté par la presse française comme « l'Européen de la campagne », et par la presse internationale « comme le dernier rempart contre le repli de l'Union européenne ». D'après Le Monde, Macron veut « placer l'Europe au cœur du débat présidentiel », souhaitant notamment un débat politique avec la tenue de « conventions démocratiques » pour préparer un projet de refondation. Selon Libération, le candidat d’En marche « appelle à refonder l’Europe par une harmonisation fiscale et sociale ». En 2018, après qu'Emmanuel Macron est devenu président de la République, Libération estime que « sa vision présidentielle est tout entière déterminée par la relance du projet européen ». LREM affiche une volonté de relancer l'intégration européenne, et aurait souhaité pouvoir se poser en leader européen en suscitant la création d'un nouveau groupe au Parlement européen,. Mais le projet échoue et LREM doit se résigner en 2018 à intégrer le groupe Alliance des démocrates et des libéraux pour l'Europe (ADLE). Emmanuel Macron et son parti s'opposent au ministre italien Matteo Salvini (Ligue du Nord) et aux « régimes illibéraux » d'Europe centrale symbolisés par Viktor Orbán,.
Un an après l'élection présidentielle, LREM réaffirme,,, dans son idéologie son « progressisme », en opposant lors de la préparation des élections européennes les libéraux « progressistes » d’un côté et les « populistes-nationalistes » de l'autre. Pour le sondeur Jérôme Sainte-Marie, ce choix de se réclamer du « progressisme » est fait dans « l’idée de dépasser le clivage gauche-droite pour s’inscrire dans un axe perpendiculaire à celui-ci, qui est l’opposition entre les progressistes et les nationalistes, assimilés aux réactionnaires », en alliant le libéralisme culturel (en) de la gauche au libéralisme économique de la droite. Ce libéralisme global — non revendiqué — est cependant éloigné de la sémantique initiale du progressisme qui est associée à la gauche. Le terme fait écho à une autre valeur déjà revendiquée par le parti avant l'élection : le rejet du conservatisme,.
Emmanuel Macron déclare le 30 août 2018 que « deux visions européennes s'opposent : une vision nationaliste et une vision progressiste » ». Selon Atlantico, il ne serait pas logique d'opposer nationalisme et progressisme, dans la mesure où l'un n'est pas le contraire de l'autre. Le progressisme est une volonté de progrès social, tandis que le nationalisme est une exaltation du sentiment national. Début 2018, Christophe Castaner, leader de LREM, demande au politologue Zaki Laïdi de travailler sur l'idée de progressisme européen. Zaki Laïdi définit le projet progressiste en lui assignant plusieurs objectifs : d'une part tendre à l'égalité, non seulement par la redistribution de ressources monétaires mais aussi en combattant les inégalités à travers l'école et la formation, et d'autre part « asphyxier le populisme » en promouvant l'esprit républicain et l'idée d'Europe souveraine. Selon Jérôme Sainte-Marie, « la schématisation du débat ente progressistes et nationalistes est une dramatisation telle du débat qu'elle le rend impossible (…) en installant une sorte de césure morale. Cette diabolisation de l'adversaire aboutirait à étendre à tous les eurosceptiques voir à tous les eurocritiques la diabolisation » dont font l'objet les électeurs du FN. Pour l'essayiste libéral Nicolas Baverez, opposer progressisme et nationalisme est une erreur, dans la mesure où le nationalisme pourrait être alors vu comme protecteur vis-à-vis de l'immigration, avec une volonté d'agir, et le progressisme synonyme d'impuissance, d'absence de changement, et de conservatisme. Le journal L'Opinion estime que « progressisme » est un mot-valise dans lequel chacun peut y mettre ce qu'il veut, et cite à l'appui de son propos Marine Le Pen qui affirme que le « progressisme » d'Emmanuel Macron correspond à une régression, notamment des droits des Français.
Selon le groupe de réflexion Terra Nova, qui a analysé le profil des adhérents de la République en Marche, 31 % sont des progressistes-libéraux et 23 % des progressistes-égalitaires, « progressiste » signifiant avoir une « attitude culturelle marquée par le progressisme et la tolérance ». 23 % sont des conservateurs-libéraux et 19 % des modérés-conservateurs.

## Électeurs et sympathisants
Comme les députés d'En marche, les électeurs d'Emmanuel Macron au premier tour de l'élection présidentielle de 2017 proviennent majoritairement de la gauche, notamment du PS. Les électeurs du parti La République en marche au premier tour des législatives 2017 était aussi plus importante parmi les électeurs se considérant de gauche que chez ceux se considérant de droite.
Le géographe Christophe Guilluy fait observer que géographiquement et sociologiquement, En marche se définit en miroir du Front national. Il incarne l’opposition entre la France nantie des métropoles et la France périphérique, l'opposition est/ouest avec les régions de l'est où la désindustrialisation, le chômage, la pauvreté sont plus accentués où il fait ses scores les plus faibles.
En juin 2018, selon une enquête menée par le Cevipof et Ipsos, la part de personnes se disant proches de LREM est passée de 2 % en janvier 2017 à 7 % en mars 2017, 11 % en juin 2017, 15 % en novembre 2017 et 14 % en juin 2018, soit au même niveau que les sympathisants des Républicains et un point de plus que le niveau du Front national. Le profil de ces sympathisants se distingue de la moyenne des Français par :
- une surreprésentation chez les plus de 64 ans (+6 %) ;
- une sous-représentation des employés et ouvriers (-10 %) ;
- une surreprésentation des cadres supérieurs (+5 %) ;
- une sous-représentation de personnes diplômées au niveau ou en dessous du baccalauréat, ainsi qu'une surreprésentation de personnes à Bac+4 ou au-dessus ;
- une sous-représentation de personnes gagnant moins de 2 000 euros de revenus mensuels (-11 %) et une surreprésentation de personnes gagnant plus de 3 500 euros (+ 12 %)[288].

Selon cette enquête, LREM est le parti qui compte la plus forte proportion de sympathisants à avoir le sentiment d’avoir « réussi leur vie » (58 %, contre 44 % pour l'ensemble des Français).
Au regard de leur origine partisane, de leur auto-positionnement politique et de leur vote à l’élection présidentielle, Gilles Finchelstein considère que les sympathisants de LREM, en juin 2018, « pench[ent] clairement au centre droit ». Selon lui, l'idéologie dont ils se rapprochent le plus est le libéralisme, d'une part « au sens philosophique, c’est-à-dire à la fois économique, sociétal et politique, très centré sur l’individu », et d'autre part « dans la France d’aujourd’hui, c’est-à-dire plus rétif sur les questions d’immigration et plus tenté par ce que Yascha Mounk a appelé « le libéralisme anti-démocratique ». Selon Pascal Perrineau, « jusqu'ici le libéralisme économique se situait idéologiquement à droite et le libéralisme culturel à gauche. L'originalité de l'électorat macroniste est de réunir ces deux dimensions du libéralisme ».

## Organisations politiques associées
Outre son allié du MoDem, plusieurs autres partis sont associés à La République en marche dans le cadre de la majorité présidentielle, concrétisée par le mouvement Ensemble citoyens, fondé en novembre 2021 en vue des élections présidentielle et législatives de 2022. Il s'agit d'Agir, En commun, Territoires de progrès et Horizons.
D'autres partis sont membres ou associés à La République en marche comme l'Alliance centriste (2018-2022), le Parti écologiste (depuis 2017) et l'Union des centristes et des écologistes (2021-2022). L'Alliance centriste (AC) et Union des centristes et des écologistes (UCE) forment en 2022 la coalition « Les écologistes avec la majorité présidentielle » (ÉMP ou LÉMP).

## Représentation
Lors de la création du parti La République en marche, la majorité des représentants du parti (députés, sénateurs, maires…) qui ont pris l'étiquette LREM provenaient de partis politiques de gauche. Ainsi, la gauche est représentée à 40 %, les non affiliés 38 %, le centre 6 % et la droite 16 %. Le parti le plus représenté est le Parti socialiste avec 27 % des représentants (43 % de ceux précédemment affiliés dans un autre parti).

### Députés
Le groupe La République en marche comprend des membres issus d'autres formations politiques : du Mouvement radical, de l'Alliance centriste, du Parti écologiste. Il partage son soutien au gouvernement avec des membres d'autres groupes indépendants : le groupe du Mouvement démocrate et apparentés, les élus du groupe Agir ensemble.
En 2017, le parti réussit à acquérir à lui seul 308 sièges à la suite des élections législatives, soit plus que la majorité absolue de 290 sièges. Cependant, en 2022, ce nombre tombe à 172 et la coalition Ensemble ! dont il fait partie échoue à retrouver une majorité absolue (245 sièges en tout).

### Sénateurs
La République en marche compte 21 sénateurs issus des élections sénatoriales de 2017, soit après les élections au suffrage universel direct. En 2020, ce nombre ne change pas.
Après les élections sénatoriales de 2023, le groupe Rassemblement des démocrates, progressistes et indépendants se compose de 22 membres (perte de deux sièges par rapport à 2020), dont seulement 14 sénateurs sont effectivement membres de Renaissance,,.

### Députés européens
À l'échelle nationale, le parti fait alliance avec les mêmes formations politiques qu'à l'Assemblée nationale : le Mouvement démocrate, le Mouvement Radical, Agir. Il compte sur sa liste plusieurs personnalités sans étiquette et, à la deuxième place, l'écologiste Pascal Canfin.
Au niveau européen, il est à l'origine d'un nouveau groupe au Parlement européen, Renew Europe. Celui-ci rassemble l’Alliance des libéraux et des démocrates pour l'Europe, le Parti démocrate européen et d'autres formations centristes telles que La République en marche.

### Maires et conseillers municipaux
À son lancement, le parti ne compte pas d'élu sous l'étiquette LREM. Il bénéficie cependant du soutien d'élus. Parmi les premiers maires des 42 communes de plus de 100 000 habitants : Édouard Philippe, maire du Havre.
Certains élus se réclamant du mouvement, par simple adhésion internet ou dans la presse, ont été publiquement exclus du fait d'incompatibilités avec les « valeurs » affichées par le mouvement[réf. nécessaire].
Dans le cadre des élections municipales de 2020, le mouvement fait le choix, au cas par cas, d'apporter son soutien au maire sortant ou de proposer une alternative. Ainsi, à Nice, le parti ne présente pas de candidat face à Christian Estrosi. À Angers ou encore à Caen, il se présente avec la liste Les Républicains au premier tour,. À l'issue du second tour, le parti compte 624 conseillers municipaux, tandis que 12 852 sont catégorisés « divers centre ».

## Résultats électoraux

### Élections présidentielles
| Année | Candidat        | Premier tour | Premier tour | Premier tour | Second tour | Second tour | Second tour | Statut |
| Année | Candidat        | Voix         | %            | Rang         | Voix        | %           | Rang        | Statut |
| ----- | --------------- | ------------ | ------------ | ------------ | ----------- | ----------- | ----------- | ------ |
| 2017  | Emmanuel Macron | 8 656 346    | 24,01        | 1er          | 20 743 128  | 66,10       | 1er         | Élu    |
| 2022  | Emmanuel Macron | 9 783 058    | 27,85        | 1er          | 18 779 641  | 58,54       | 1er         | Élu    |

### Élections législatives
| Année | Premier tour | Premier tour | Premier tour | Second tour | Second tour | Second tour | Sièges    | Statut            | Gouvernement        |
| Année | Voix         | %            | Rang         | Voix        | %           | Rang        | Sièges    | Statut            | Gouvernement        |
| ----- | ------------ | ------------ | ------------ | ----------- | ----------- | ----------- | --------- | ----------------- | ------------------- |
| 2017  | 6 390 797    | 28,21        | 1er          | 7 826 432   | 43,06       | 1er         | 308 / 577 | Majorité absolue  | Philippe II, Castex |
| 2022a | 3 758 004    | 16,52        | 2e           | 5 227 183   | 25,19       | 1er         | 157 / 577 | Majorité relative | Borne, Attal        |
| 2024a | 3 949 583    | 12,32        | 2e           | 3 737 288   | 13,70       | 2e          | 92 / 577  | Minorité          | Barnier, Bayrou     |

a Au sein de la coalition « Ensemble » (puis « Ensemble pour la République »), rassemblant les partis s'organisant autour de LREM (puis Renaissance).

### Élections sénatoriales
| Année | Sièges   | Rang | Statut     |
| ----- | -------- | ---- | ---------- |
| 2017  | 21 / 348 | 4e   | Opposition |
| 2020  | 21 / 348 | 4e   | Opposition |
| 2023  | 22 / 348 | 4e   | Opposition |

### Élections européennes
| Année | Tête de liste    | Voix      | %     | Rang | Sièges  |
| ----- | ---------------- | --------- | ----- | ---- | ------- |
| 2019a | Nathalie Loiseau | 5 079 015 | 22,42 | 2e   | 12 / 79 |
| 2024b | Valérie Hayer    | 3 614 555 | 14,60 | 2e   | 5 / 81  |

a Liste commune avec le Mouvement démocrate (5 sièges), Agir (1 siège), le Mouvement radical (1 siège) et Alliance centriste, avec 4 élus sans étiquette.
b Liste commune avec le Mouvement démocrate (4 sièges), Horizons (2 sièges), l'UDI (1 siège) et le Parti radical avec 1 élu sans étiquette.

### Élections municipales
| Élection | Premier tour | Second tour | Villes + 100 000 hab. | Conseillers municipaux |
| -------- | ------------ | ----------- | --------------------- | ---------------------- |
| 2020b    | 3,31 %       | 4,09 %      | 1 / 42                | 892 / 512 266          |

b Pour ces élections, LREM obtient un maire dans une ville de plus de 100 000 habitants. Si le parti revendique environ 10 000 conseillers municipaux, un décompte de Libération donne 892 élus LREM, les autres élus n'étant pas identifiables en raison de leur présence sur des listes classées divers centre, divers droite ou divers gauche.

### Élections régionales
| Année | Premier tour | Premier tour | Premier tour | Second tour | Second tour | Second tour | Conseillers | Présidents |
| Année | Voix         | %            | Rang         | Voix        | %           | Rang        | Conseillers | Présidents |
| ----- | ------------ | ------------ | ------------ | ----------- | ----------- | ----------- | ----------- | ---------- |
| 2021c | 1 367 762    | 9,32         | 4e           | 855 632     | 5,60        | 4e          | 70 / 1926   | 1 / 26     |

c Résultats des listes « Union du centre » dans leur ensemble.

## Polémiques

### Financement et accusations de conflits d'intérêts
Fin 2016, le responsable communication du candidat déclarait avoir déjà récolté 3,7 millions d'euros de dons pour la présidentielle c'est-à-dire entre 2  et   3 fois le budget de François Fillon ou Alain Juppé pour la primaire de la droite. Son parti politique ne bénéficiant pas encore de financement public, l'ensemble de cette somme provient de dons de particuliers. En novembre 2016, Benoît Hamon presse Emmanuel Macron de révéler la liste de ses donateurs, mettant entre autres en avant les conflits d'intérêts possibles liés à son statut d'ancien associé de la banque Rothschild. Ce dernier refuse cette transparence, taxant la demande de « démagogique ».
En mars 2017, après une alerte de Formindep, Jean-Jacques Mourad — l'un des deux conseillers Santé d'En marche — démissionne en raison de liens d'intérêts importants avec le laboratoire Servier, fabricant du Médiator. L'autre conseiller Santé de Macron, Jérôme Salomon, est un proche de Didier Tabuteau, ancien directeur de cabinet de Bernard Kouchner au ministère de la Santé et premier directeur de l'Agence du médicament de 1993 à 1997, « à des dates clés du Mediator ». Marianne souligne : « Emmanuel Macron a proposé à Nevers, le 6 janvier 2017, un meilleur remboursement des médicaments contre l’hypertension artérielle sévère… précisément un domaine de spécialité de Servier ! ».

### Frais de représentation
Dans leur ouvrage intitulé Dans l’enfer de Bercy, les journalistes Marion L'Hour et Frédéric Says relèvent qu'Emmanuel Macron a utilisé à lui seul 80 % de l’enveloppe annuelle des frais de représentation accordée à son ministère, soit plus de 120 000 euros en huit mois. Il est alors accusé d'avoir utilisé cet argent pour mettre en avant son mouvement En marche. Ces accusations sont renouvelées par les députés Christian Jacob (LR) et Philippe Vigier (UDI). S'il confirme les dépenses, son successeur au ministère de l'économie Michel Sapin n'y voit quant à lui rien d'illégal, considérant que Macron « n'a pas dépensé plus » d'argent qu'il n'en avait le droit. Il déplore en revanche son désengagement vis-à-vis de ses fonctions lors de ses derniers mois au ministère.

### Cabinets de conseil & McKinsey
La crise sanitaire a mis en lumière l'intervention des consultants dans la conduite des politiques publiques. Le Sénat a lancé une commission d'enquêtes parlementaires sur ces cabinets. Les axes portaient sur la souveraineté de l'État face à ces cabinets privés et la bonne utilisation des deniers publics. En effet, la particularité française veut que le privé n'a pas à s'immiscer dans les décisions publiques. Les lobbies n'ont par exemple officiellement pas le droit d'entrer dans les parlements français contrairement par exemple à leur homologue européen.
En 2021, les dépenses de conseil de l'État au sens large ont dépassé le milliard d'euros, dont 893,9 millions pour les ministères et 171,9 millions pour un échantillon de 44 opérateurs. Les dépenses des ministères ont été multiplié par trois pour les prestations de conseil dit stratégique et par deux pour les prestations orientés informatique entre 2018 et 2021. La circulaire du Premier ministre Jean Castex du 19 janvier 2022 parle d'un objectif de réduction des dépenses de 15 % pour le conseil en stratégie et en organisation en 2022.
En pratique, la plupart des grandes réformes ont donné lieu à une prestation de conseil, mais aussi lors de mise en difficulté du gouvernement comme dans le cas du fiasco de la distribution de la propagande électorale lors des élections régionales de juin 2021. Ces prestations ont lieu même lorsque l'État a déjà des compétences en interne, la prestation étant prise pour le parangonnage international (benchmarking) ou comme l'a souligné l'universitaire Julie Gervais, un cabinet international peut, en deux semaines, « être en mesure de produire un rapport de trois cents pages en allant puiser auprès de ses succursales ». Pour les prestations informatiques, il peut aussi y avoir des lacunes dans l'administration.
Les actions des consultants ont des résultats inégaux et mal perçus des agents de la fonction publique. Pendant la crise sanitaire, McKinsey deviendra l'intermédiaire entre le ministère de la Santé et Santé Publique France. Wavestone est chargé de réduire les délais de traitement des demandes d'asile de l'OFPRA en imposant plus de 10 h de réunions par mois. Les livrables sont de qualités inégales et parfois peu ou pas utilisés pour des prestataires payés au taux journalier moyen de 1 528 €, 2 168 € pendant la crise sanitaire. Le Sénat déclare que McKinsey n'a pas payé d'impôts sur le revenu, McKinsey publiera plus tard des chiffres d'impôts non concordants avec les chiffres d'affaires pour essayer de se dédouaner parlant à la fois de chiffres de McKinsey et d'une filiale Orphoz. Le bureau du Sénat a saisi le parquet pour « suspicion de faux témoignage ».
Le Sénat propose d'en finir avec l'opacité des prestations de conseil, de renforcer les règles déontologiques des cabinets, en imposant une déclaration d'intérêts aux consultants sous le contrôle de la HATVP, en encadrant mieux le recours aux cabinets en évaluant leurs prestations et en appliquant des pénalités en cas de non-satisfaction, et en cartographiant les compétences des ministères et en internalisant pour moins recourir aux cabinets.
La justice soupçonne qu'une dizaine de salariés du cabinet de conseil a travaillé « bénévolement » pour élaborer le programme du candidat avant le scrutin en 2017.